# اچ‌ام‌اس ریپر (دی۸۲)
اچ‌ام‌اس ریپر (دی۸۲) (به انگلیسی: HMS Reaper (D82)) یک کشتی به طول ۴۹۵ فوت ۸ اینچ (۱۵۱٫۰۸ متر) بود. این کشتی در سال ۱۹۴۳ ساخته شد.